# Rodolfo Pallucchini
Rodolfo Pallucchini (Milano, 10 novembre 1908 – Venezia, 8 aprile 1989) è stato uno storico dell'arte e funzionario italiano.

## Biografia
Nato a Milano nel 1908, era figlio di un ingegnere che nel 1925 si trasferì con la famiglia a Venezia. Nella vicina Padova seguì gli studi universitari laureandosi in lettere nel 1931 sotto la guida di Giuseppe Fiocco con una tesi, pubblicata tre anni dopo,  incentrata sulla figura di Giovanni Battista Piazzetta.

### Carriera
Nel 1935 fu nominato ispettore alla Galleria Estense di Modena, di cui nel 1939 diventerà direttore.
Nel 1937 ebbe inizio la sua carriera accademica, che lo porterà a ricoprire la cattedra di Storia dell'arte medievale e moderna in varie università italiane: Bologna, Venezia, Padova. 
Curò la mostra Cinque secoli di pittura veneta allestita nel 1945 presso le Procuratie Nuove di Venezia, considerata un modello per le successive mostre di "ricognizione regionale" organizzate in tutta Italia. Nel 1947 fondò la rivista Arte Veneta di cui assunse anche la direzione. Pubblicò numerosi studi raccolti in libri e riviste, anche dopo aver cessato l'attività accademica (1979). Tra i suoi colleghi e amici c'erano gli storici dell'arte Giulio Carlo Argan, Lionello Venturi e Carlo Ludovico Ragghianti.

### Decesso
Morì nel 1989 a Venezia.

## Incarichi
- Nel 1939, Soprintendente per i musei veneziani[4].
- Dal 1939 al 1950, direttore Belle Arti del Comune di Venezia.
- Nel 1948 al 1954, segretario della Biennale di Venezia.
- Dal 1958 al 1973, presidente del Consiglio scientifico del Centro internazionale di studi di architettura Andrea Palladio, di cui curò anche il bollettino.
- Dal 1968, socio nazionale dell'Accademia dei Lincei, da cui nel 1964 aveva ricevuto il Premio Ministro[7].
- Nel 1972, direttore dell'Istituto di Storia dell'Arte della Fondazione Giorgio Cini di Venezia.

## Archivio Rodolfo Pallucchini
La biblioteca e l'archivio personale sono stati donati all'Università di Udine dalle eredi, le figlie Vittoria e Teresa, rispettivamente nel 1989 e nel 2001. Il materiale è conservato nei Fondi speciali della Biblioteca umanistica.

## Pubblicazioni
(Elenco parziale)
- La pittura veneziana del Cinquecento (in 2 volumi, 1944)
- La giovinezza del Tintoretto (1950)
- Piazzetta (1956)
- Giovanni Bellini (1959)
- La pittura veneziana del 700 (1960)
- La pittura veneziana del 600 (1981)